# DN68B
DN68B este un drum național care face legătura între Deva și Hunedoara.